# Национальная библиотека Республики Дагестан
Национа́льная библиоте́ка Респу́блики Дагеста́н и́мени Расу́ла Гамза́това (до 1997 года — Дагестанская республиканская библиотека им. А. С. Пушкина, с 2004 года — Национальная библиотека РД им. Р. Гамзатова) — Главное книгохранилище Республики Дагестан для национальных, республиканских, российских и зарубежных изданий. Она содержит более 700 тысяч единиц хранения.

## История
Библиотека была официально открыта в Порт-Петровске (ныне Махачкала) 9 мая 1900 года на средства интеллигенции как Петровская городская публичная библиотека. Сначала работала на общественных началах. В фонде библиотеки были книжные коллекции местной интеллигенции, чиновников, офицеров. Первым директором библиотеки стал учитель Георгий Васильевич Мустанов. Книжный фонд составлял 868 экземпляров и 265 наименований.
В 1921 году библиотека стала центральной, ей присвоили имя А. С. Пушкина. В 1930 году в её фонде имелось около 6000 книг. В 1940 году библиотека переименовывается в республиканскую. В 1940 году в её фондах насчитывалось 73 000 единиц хранения.
В 1947 году библиотеку возглавила Екатерина Герасимовна Якушина. Началось создание алфавитного каталога.
В 1997 году библиотека переименовывается в Национальную и переезжает в новое здание площадью 9407 м2, построенное по проекту А. Р. Ахмедова. На базе Республиканской библиотеки была создана Дагестанская республиканская юношеская библиотека им. А. С. Пушкина, которая осталась в историческом здании библиотеки, построенном в 1937 году.
В 2004 году Национальной библиотеке присвоено имя Расула Гамзатова, а в сентябре 2006 г. библиотека была переименована полностью в Национальную библиотеку Республики Дагестан им. Р. Гамзатова.
В 2008 году библиотека получила грант за проект «Создание электронной базы краеведческой литературы и литературы на национальных языках в Национальной библиотеке им. Р. Гамзатова».
С 2013 года в библиотеке насчитывается 24 отдела.

## Директора
- Георгий Васильевич Мустанов
- Буттаев Абдул-Каир Буттаевич
- Якушина Екатерина Герасимовна
- Агаев Таймыр Джалилович.
- Темиров Алимпаша Магомедвакилович